# Lars Bertilsson Cantersten
Lars Bertilsson Cantersten, född omkring 1615 och död 1658, var en svensk diplomat.

## Biografi
Cantersten kom tidigt i beröring med Axel Oxenstierna, blev informator för hans son Erik och 1641 sekreterare i kansliet. För det skickliga fullgörandet av sina många uppdrag, blev han 1647 adlad. Vid kungavalet i Polen 1648 var Cantersten Sveriges sändebud och deltog sedan i förhandlingarna med polackerna både 1651-53 och 1655. 1649 sändes Cantersten till Holland, bland annat för att hindra ratificeringen av redemptionstraktaten, och förmedlade därunder även en överenskommelse mellan Karl II och skottarna. I polska kriget följde Cantersten kungen men blev fången i Warszawa 1657 och dog 1658  i fångenskapen i Thorn.